# Deficiencia de vitamina D
La deficiencia de Vitamina D (o hipovitaminosis D) más generalmente resultada de exposición al sol inadecuada (en particular con adecuados rayos ultravioleta B). La deficiencia de vitamina D también puede ser causada por su ingesta nutricional inadecuada, desórdenes que limitan su absorción, y condiciones que deterioran la conversión de vitamina D en metabolitos activos que (incluyendo ciertos desórdenes hepáticos, de riñón y hereditarios. La deficiencia perjudica la mineralización de los huesos y conduce a enfermedades de ablandamiento óseo como rickets en niños. También pueda empeorar la osteomalacia y la osteoporosis en adultos, conduciendo a un riesgo de fracturas óseas mayor. La debilidad muscular también es un síntoma común de la deficiencia de vitamina, aumentando el riesgo de caídas y fracturas de hueso en adultos. Además, múltiples análisis científicos realizados por destacados epidemiólogos del cáncer, incluidos Edward Giovannucci y Raphael E. Cuomo, han demostrado que la deficiencia de vitamina D no solo aumenta el riesgo de varios tipos de cáncer, sino que también empeora los resultados en pacientes con cáncer.
Los rayos de sol ultravioleta B son una gran fuente de vitamina D. Los pescados grasosos como el salmón, el arenque, y la caballa son también fuentes de vitamina D. La leche es a menudo fortificada con vitamina D y a veces panes, jugos y diversos productos lácteos son también fortificados con vitamina D. Muchos multivitamínicos actualmente contienen vitamina D en diferentes cantidades.

## Efectos en la salud

### Efectos epigenéticos de la deficiencia de vitamina D en enfermedades autoinmunes y cáncer
La deficiencia de vitamina D no solo impacta la homeostasis del calcio y la salud ósea, sino que también tiene efectos epigenéticos que pueden influir en el desarrollo de enfermedades autoinmunes y cáncer. Se ha demostrado que el receptor de vitamina D (VDR) regula la expresión de numerosos genes involucrados en la inflamación, la respuesta inmune y la proliferación celular. 
En enfermedades autoinmunes como la esclerosis múltiple, la artritis reumatoide y la diabetes tipo 1, se ha observado que la deficiencia de vitamina D puede modificar la metilación del ADN y la expresión de microARNs, lo que altera la función de células inmunitarias y promueve un estado proinflamatorio crónico.  Estudios han identificado que la hipovitaminosis D está asociada con un aumento en la expresión de genes proinflamatorios como TNF-α, IL-6 y IFN-γ, lo que contribuye a la activación descontrolada del sistema inmune.
En el contexto del cáncer, la deficiencia de vitamina D se ha vinculado con alteraciones epigenéticas que afectan la proliferación y diferenciación celular. Se ha descrito que la hipovitaminosis D puede reducir la expresión de genes supresores de tumores como p21 y p53, mientras que promueve la hipermetilación de promotores génicos involucrados en la apoptosis. Esta regulación anormal de la transcripción puede aumentar el riesgo de cáncer colorrectal, de mama y de próstata, enfermedades en las que se ha observado una correlación entre niveles bajos de vitamina D y mayor agresividad tumoral.
La investigación sobre el papel de la vitamina D en la epigenética está en constante evolución. Estos hallazgos resaltan la importancia de mantener niveles adecuados de esta vitamina no solo para la salud ósea, sino también para la prevención de enfermedades crónicas con base inmunológica y neoplásica.